# Креснишки връх
Креснишки Връх (на словенски: Kresniški Vrh) е село в Словения, регион Средна Словения, община Лития. Според Националната статистическа служба на Република Словения през 2015 г. селото има 231 жители.